# Fläckhuvad papegoja
Fläckhuvad papegoja (Pionus tumultuosus) är en fågel i familjen västpapegojor inom ordningen papegojfåglar.

## Utbredning och systematik
Plommonhuvad papegoja delas in i två underarter med följande utbredning:
- Pionus tumultuosus seniloides – förekommer från västra Venezuela till nordvästra Peru.
- Pionus tumultuosus tumultuosus – förekommer i Anderna från centrala Peru till Bolivia.

Tidigare urskildes de två underarterna som egna arter, "plommonhuvad papegoja" (P. tumultuosus) och "vitpannad papegoja" (P. seniloides).

## Status
IUCN bedömer hotstatus för underarterna var för sig, båda som livskraftiga.